# Родина (альбом группы «Иван Купала»)
«Родина» — третий и последний студийный альбом российской группы «Иван Купала», работающей в жанре world music.

## Об альбоме
Релиз состоялся в ночь с 6 на 7 июля 2012 года (в Ночь на Ивана Купала) на портале «Яндекс.Музыка». Выход альбома предваряли 10 тизеров, размещённых на официальном канале группы на портале YouTube.
Первой обнародованной песней с альбома стал заглавный трек «Родина». Он был презентован группой 17 августа 2008 года, в день своего 10-летия, и ознаменовал окончание длительного перерыва в студийной работе.
Первым радиосинглом стала песня «Старый», вышедшая в 2011 году в виде макси-сингла. Её премьера состоялась в апреле того же года на «НАШЕм Радио». 23 мая 2012 года коллектив исполнил песню в эфире программы «Вечерний Ургант».
К работе над песней «Балабай» был привлечен известный питерский музыкант и саунд-продюсер Влад Жуков. Мастеринг альбома выполнен группой «Иван Купала», а также Steve Corrao на студии «Sage Audio».

## Реакция критики
| Оценки критиков | Оценки критиков |
| Источник        | Оценка          |
| --------------- | --------------- |
| FolkPlanet      | [ 3 ]           |
| InterMedia      | [ 4 ]           |
| Newslab.ru      | (отрицательная) |
| NewsMusic.ru    | [ 1 ]           |

«Родина» получила в основном положительные отзывы от критиков, которые называли альбом одним из лучших в карьере группы. Алексей Мажаев из InterMedia дал пластинке оценку в 4 балла из 5 и писал, что коллектив остался верен себе в отношении кропотливой работы над песенным материалом, но в 2012 году оказался в совершенно новых для себя условиях, где «главной музыкальной новостью за полгода является 40-секундный танец на месте бывшего бассейна». Отмечая, что «Иван Купала» с каждым новым альбомом звучат всё интереснее и профессиональнее, автор говорил: «При нормальном состоянии умов, страны и шоу-бизнеса возвращение группы стало бы, может, и не триумфальным, но заметным, а кропотливость и перфекционизм только добавил бы к ним уважения». Павел Лебедев из FolkPlanet также поставил альбому высокий балл и описывал запись, как лучший для группы. «„Иван Купала“ в очередной раз удивили сочетанием на первый взгляд не сочетаемых вещей — на альбоме русский и украинский фольклор гармонично звучат на фоне современных мелодий народов мира», — посчитал автор. Павел Пшенов из NewsMusic.ru дал «Родине» оценку в 9 баллов из 10-и. Критик писал, что материал альбома развевает сомнения в том, группа застопорилась в творческом развитии: «очевидно, что „Иван Купала“ никогда и не были последователями „Deep Forest“ и вообще не были последователями кого-либо. Они — совершенно самостоятельный феномен в современной музыке». Сравнивая пластинку с альбомом Мадонны Ray of Light, он отмечал, что «уж больно авангардно в области аранжировок и по разбросу стилей звучит новая запись этой группы, которую наша публика уже давно списала со счетов».
Негативную оценку альбом получил на сайте Newslab.ru. Саша Свистонов посчитал, что главной проблемой пластинки было то, что «бесхребетный и невнятный лаунж, якобы призванный, по мнению участников „Ивана Купалы“, освежить старушечьи преданья старины глубокой, сам является делом настолько давно минувших дней, что, в отличие от более-менее вечно живого фольклора, дурно пахнет».

## Список композиций
1. Жито
2. Старый
3. Сказка Про Лису
4. Искорка
5. Стол
6. Коток
7. Сказка Про Коня
8. Балабай
9. Лося
10. Молодец
11. Сказка Про Горошинку
12. Гамелан
13. Родина

Вариант альбома, изданный на CD специальным ограниченным тиражом, не предназначенным для продажи, помимо выше обозначенных 13 треков, включает «секретный» бонус-трек.

## В записи участвовали
- Алексей Румянцев — семплер, клавишные инструменты, музыка, мастеринг, инженер звукозаписи
- Алексей Иванов — народные инструменты, аранжировка, мастеринг, композиция
- Денис Фёдоров — инструменты, аранжировки, мастеринг, композиция, звукозапись
- В записи использованы аутентичные архивные фольклорные записи.

## Дополнительные факты
- Концепт обложки альбома заимствован у летающего дома-острова Gorillaz (фигурирующего в видеоклипах к альбому Demon Days) и, в частности, напоминает оформление обложки альбома Plastic Beach, выпущенного в 2010 году.